# Willard Van der Veer
Willard Van der Veer né le 23 août 1894, décédé le 16 juin 1963, est un directeur de la photographie américain.

## Récompense
- 1930 : Oscar de la meilleure photographie (avec Joseph T. Rucker), pour Byrd au pôle Sud.